# Komárno
|  | No s'ha de confondre amb Komárom. |

Komárno és una ciutat d'Eslovàquia. Es troba a la vora dels rius Danubi i Váh, al districte de Komárno, a la regió de Nitra. Està just a la frontera amb Hongria, davant de la ciutat hongaresa de Komárom. Compta amb una població de 100.212 habitants (2022).
L'actual ciutat de Komárno és part d'una vila més antiga, Komárom, que fou dividida i repartida entre Hongria i Txecoslovàquia (ara Eslovàquia) després de la Primera Guerra Mundial, el 1920, a causa del Tractat del Trianon. L'any 1892 les localitat de Komárno i Újszőny havien estat unides mitjançant un pont de ferro i el 1896 s'unificaren sota el nom de Komárom. Després de la divisió, la part que quedà a la zona hongaresa s'anomenà en hongarès Komárom, mentre que l'altra part, a Eslovàquia, amb el nom en eslovac de Komárno. Molt abans, Komárom era un suburbi, conegut amb el nom d'Újszőny, de l'actual Komárno, que aleshores s'anomenava Komárom.
Connectades per dos ponts, les dues ciutats han estat un pas fronterer habitual fins que tots dos països entraren a formar part de l'espai Schengen.
Komárno és el port eslovac principal al Danubi, així com el centre de la comunitat hongaresa d'Eslovàquia, atès que aproximadament representa el 60% de la població.

## Demografia
| Godina             | 1994   | 2004   | 2014   | 2024   |
| ------------------ | ------ | ------ | ------ | ------ |
| Nombre de persones | 37.941 | 36.731 | 34.461 | 31.880 |
| Diferència         |        | −3,18% | −6,18% | −7,48% |

| Godina             | 2023   | 2024   |
| ------------------ | ------ | ------ |
| Nombre de persones | 32.114 | 31.880 |
| Diferència         |        | −0,72% |

## Ciutats agermanades
- Blansko, República Txeca
- Terezín, República Txeca
- Kralupy nad Vltavou, República Txeca
- Komárom, Hongria
- Lieto, Finlàndia
- Sebeş, Romania

- Weissenfels, Alemanya